# Martina Navrátilová
Martina Navrátilová (Řevnice, 18 oktober 1956) is een Tsjechisch-Amerikaans voormalig proftennisster van Tsjecho-Slowaakse afkomst. Ze vluchtte in 1975 uit het communistische Oostblok naar de Verenigde Staten en ontving in 1981 het Amerikaans staatsburgerschap. Twee jaar later (in 1983) was zij, eenmalig, lid van het Amerikaanse Wightman Cup-team – zij won alle drie haar partijen, twee in het enkelspel en een in het dubbelspel.
Navrátilová won 59 grandslamtitels, waarvan 18 in het enkelspel, 31 in het vrouwendubbelspel en 10 in het gemengd dubbelspel. Ze was in totaal 331 weken nummer een van de wereld, waarvan 14 juni 1982 tot 9 juni 1985 de langst aaneengesloten periode was (159 weken).
In het vrouwendubbelspel vestigde zij samen met de Amerikaanse Pam Shriver een record: zij wonnen 109 aaneengesloten partijen, een reeks die was begonnen op 13 juni 1983, met een overwinning op Beverly Mould en Elizabeth Sayers tijdens de eerste ronde van het WTA-toernooi van Eastbourne, en die werd verbroken op 6 juli 1985 op Wimbledon toen zij in de finale verloren van Kathy Jordan en Elizabeth Smylie. Tijdens deze reeks wonnen zij 22 titels, waarvan acht grandslamtitels.
Door haar openheid over haar homoseksualiteit en inzet voor de rechten van homo's en lesbiennes is zij een icoon van de homobeweging. Ook is ze een overtuigd vegetariër.
In 2000 werd Navrátilová opgenomen in de internationale Tennis Hall of Fame.
Begin 2008 besloot zij om (ook) weer Tsjechisch staatsburger te worden. In de pers verscheen toen dat dit in reactie op de politiek van president Bush zou zijn, maar op haar website liet ze weten dat dit niet het geval was.

## Biografie
Martina Navrátilová (geboren als Martina Šubertová) groeide op in Řevnice, een klein plaatsje ten zuiden van Praag (toen nog in Tsjecho-Slowakije). Naast het huis dat haar moeder Jana na haar scheiding had betrokken lag een tennisbaan van gravel waar Martina haar eerste ervaring met tennis opdeed. De familie had bovendien een tennisgeschiedenis: haar oma Agnes Semanska was voor de Tweede Wereldoorlog een goed speelster geweest en ook haar moeder kon een aardig balletje slaan. Haar stiefvader Mirek Navrátil, die in 1962 met haar moeder trouwde, werd haar eerste coach.

### Jeugd
Navrátilová speelde haar eerste toernooi toen ze acht jaar oud was. Ze strandde in de halve finale maar kreeg de smaak te pakken. Ze ging in binnen- en buitenland jeugdtoernooien spelen en won zo nu en dan. Haar ambitie om prof te worden vormde zich op haar negende nadat ze in Praag de Australiër Rod Laver (1938) had zien tennissen. Haar enthousiasme bond enigszins in toen ze merkte dat topsporters na de Praagse Lente (1968) vooral voor nationalistische propaganda werden gebruikt.

### Privéleven
Eind jaren 70 werd Navrátilová afgeleid door de media-aandacht voor haar relatie met de Amerikaanse bestsellerauteur Rita Mae Brown (1944). Op vragen naar die relatie erkende Navrátilová dat ze op vrouwen valt, wat haar menig sponsorcontract kostte. Haar coming-out in 1980 was toentertijd in Amerika en in de sportwereld zeer ongebruikelijk.
In 1991 werd de beëindiging van haar relatie met Judy Nelson, die acht jaar lang haar partner was geweest, in de media breed uitgemeten. Nelson begon een rechtszaak tegen Navrátilová voor alimentatie, wat uiteindelijk buiten de rechtszaal werd geschikt. Twee jaar later schreef ze een boek waarin ze haar relatie met Martina haarfijn uit de doeken deed.

## Carrière
Toen Martina de nummer-één-speelster van Tsjecho-Slowakije was geworden, besloot zij in 1973 tot het profcircuit toe te treden. Daarvoor moest zij onder meer wedstrijden in de Verenigde Staten spelen. De regering van Tsjecho-Slowakije dreigde echter voortdurend om haar geen uitreisvisum te verlenen, omdat ze er te ruimdenkende ideeën op nahield. Dat was haar reden om in 1975 na het US Open niet meer naar haar vaderland terug te keren en asiel in de Verenigde Staten aan te vragen. Een maand na het toernooi kreeg ze een verblijfsvergunning.
Op 10 juli 1978 werd Navrátilová voor het eerst nummer een van de wereld na het toernooi van Wimbledon te hebben gewonnen. Haar prestaties waren in die tijd wisselvallig en zij had nog weleens moeite haar emoties onder controle te houden, waardoor ze onnodig wedstrijden verloor.

### Jaren 80
In het begin van de jaren tachtig begon Navrátilová grote successen te boeken als resultaat van een nieuw trainingsprogramma gericht op de ontwikkeling van spierkracht, uithoudingsvermogen, technische precisie en een goed dieet. Zij bereikte zodoende het niveau van de Amerikaanse Chris Evert (1954), die eind jaren zeventig het vrouwentennis had gedomineerd. Er ontstond een rivaliteit tussen de twee speelsters die het vrouwentennis jarenlang aantrekkelijk maakte. Vooral hun tegengestelde speelstijlen waren daar debet aan. Terwijl Martina spectaculair serve-volley-spel liet zien en opviel door haar enkelvoudige backhand, blonk Chris Evert uit in fenomenaal precies baselinespel. Van 1973 tot 1988 speelden de dames 80 keer tegen elkaar, waarvan 60 finales en 14 grandslamfinales. Een absoluut unicum. Navrátilová won 43 keer.
In augustus 1987 werd de Duitse Steffi Graf (1969) voor het eerst nummer een van de wereld en dat luidde een nieuwe fase in Navrátilová’s tenniscarrière in. Ze moest het gaan opnemen tegen een nieuwe generatie speelsters die weliswaar niet haar ervaring hadden, maar door hun jeugd haar wel in conditie overtroffen.
In 1994 zette ze een punt achter haar enkelspelcarrière na dat seizoen toch nog twee finales te hebben bereikt: op het WTA-toernooi van Rome en op Wimbledon. Beide finales verloor ze van de Spaanse Conchita Martínez (1972). Ze zou in 1995 en 1996 nog wel op een paar gemengddubbeltoernooien verschijnen.

### Na het einde
Na het einde van haar tennisloopbaan bleef Navrátilová in de spotlights door de publicatie van verschillende boeken, waaronder drie misdaadromans in co-auteurschap met Liz Nickles, haar column in de krant USA Today, haar rol als commentator bij tenniswedstrijden en medewerking aan commercials. Ook haar inzet voor de homobeweging bleef niet onopgemerkt. Ze is bijvoorbeeld medeoprichter van de Rainbow Card: een creditcardmaatschappij waarvan tien procent van de opbrengsten ten goede komen aan een fonds voor initiatieven van homo-organisaties. Ook spreekt ze zich regelmatig uit over het belang van uit de kast komen en vraagt ze aandacht voor gelijke rechten voor hetero’s en homo’s.

### Comeback
In het voorjaar van 2000 kondigde Martina haar terugkeer in het professionele tenniscircuit aan. Hoewel haar voornemen om deel te nemen aan de grote dubbeltoernooien met enige scepsis werd ontvangen, was een groot deel van het publiek enthousiast dat ze de levende legende weer op de baan zagen. En haar rentree was niet onsuccesvol. Ze bereikte tussen mei 2000 en augustus 2005 23 finales en won er daarvan 14.
Met dubbelpartner Leander Paes (1973) had ze het meeste succes: ze wonnen in 2003 zowel de Australian Open als Wimbledon, stonden in 2004 wederom in de finale van de Australian Open en in 2005 in de finale van Roland Garros. In het damesdubbel haalde ze samen met de Russische Svetlana Koeznetsova (1985) de finale van de US Open in 2004 en bereikte dat jaar ook de kwartfinale van de Olympische Spelen met Lisa Raymond (1973).
In 2004 maakte ze ook haar rentree in het vrouwenenkelspel. Op Roland Garros verloor ze in de eerste ronde, maar op Wimbledon bereikte ze de tweede ronde nog. In 2005 won ze met Anna-Lena Grönefeld het dubbeltoernooi van Toronto. Critici menen dat het feit dat Navrátilová na haar veertigste nog steeds zo succesvol is in het dubbelspel, aantoont dat het dubbelspel niet echt serieus te nemen is. Martina won in haar gehele carrière echter 177 dubbelspeltitels.
Met haar laatste overwinning op Wimbledon in 2003 evenaarde ze het record van Billie Jean King (1943) van 20 Wimbledon-overwinningen. Navrátilová won 9 keer in het enkelspel, 7 keer het vrouwendubbel en 4 keer het gemengd dubbel. King won 6 keer in het enkelspel, 10 keer het vrouwendubbel en 4 keer het gemengd dubbel. Navrátilová is door haar lange succesvolle carrière houder van meer records, waaronder de meeste gewonnen enkelspeltitels (mannen en vrouwen), de meeste dubbeltitels, de langste ononderbroken reeks winstpartijen (74), de meeste gespeelde enkelspelfinales (227) en de oudste winnaar van een WTA-titel (48 jaar en 10 maanden).
Op 9 september 2006 nam Navrátilová (opnieuw) afscheid, en in stijl. Ze won, samen met Bob Bryan, het gemengd dubbelspel tijdens het US Open. Het was haar 59e grandslamtitel.

### Toekomst
Om nieuw talent in Tsjechië de kans te geven zich te ontwikkelen heeft Navrátilová op een eilandje in de rivier de Vltava in Praag een klein stadion laten bouwen om te trainen.
Op woensdag 7 april 2010 werd bekendgemaakt dat Navrátilová was getroffen door borstkanker. Ze kreeg zes weken lang een chemokuur en volgens de artsen zou de kans dat ze het haalt groot zijn. Na haar herstel van borstkanker speelde Martina Navrátilová samen met Jana Novotná in het dubbelspel voor genodigden op Wimbledon 2012.
Ze versloegen op 5 juli 2012 met 6-0 en 6-2 Conchita Martínez en Nathalie Tauziat.

## Palmares
Tijdens haar professionele tennisloopbaan won Navrátilová 352 titels, waarvan:
- 167 titels in het enkelspel
- 177 titels in het vrouwendubbelspel
- 11 titels in het gemengd dubbelspel

Waarvan 18 grandslamtitels in het enkelspel:

### Gewonnen grandslamtoernooien enkelspel
| jaar | toernooi            | tegenstandster in finale | score         |
| ---- | ------------------- | ------------------------ | ------------- |
| 1978 | Wimbledon           | Chris Evert              | 2-6, 6-4, 7-5 |
| 1979 | Wimbledon (2)       | Chris Evert              | 6-4, 6-4      |
| 1981 | Australian Open     | Chris Evert              | 6-7, 6-4, 7-5 |
| 1982 | Roland Garros       | Andrea Jaeger            | 7-6, 6-1      |
| 1982 | Wimbledon (3)       | Chris Evert              | 6-1, 3-6, 6-2 |
| 1983 | Australian Open (2) | Kathy Jordan             | 6-2, 7-6      |
| 1983 | Wimbledon (4)       | Andrea Jaeger            | 6-0, 6-3      |
| 1983 | US Open             | Chris Evert              | 6-1, 6-3      |
| 1984 | Roland Garros (2)   | Chris Evert              | 6-3, 6-1      |
| 1984 | Wimbledon (5)       | Chris Evert              | 7-6 6-2       |
| 1984 | US Open (2)         | Chris Evert              | 4-6, 6-4, 6-4 |
| 1985 | Australian Open (3) | Chris Evert              | 6-2, 4-6, 6-2 |
| 1985 | Wimbledon (6)       | Chris Evert              | 4-6 6-3 6-2   |
| 1986 | Wimbledon (7)       | Hana Mandlíková          | 7-6, 6-3      |
| 1986 | US Open (3)         | Helena Suková            | 6-3, 6-2      |
| 1987 | Wimbledon (8)       | Steffi Graf              | 7-5, 6-4      |
| 1987 | US Open (4)         | Steffi Graf              | 7-6, 6-1      |
| 1990 | Wimbledon (9)       | Zina Garrison            | 6-4, 6-1      |

waarvan 31 grandslamtitels in het vrouwendubbelspel:

### Gewonnen grandslamtoernooien vrouwendubbelspel
| jaar | toernooi            | partner          | tegenstandsters in finale            | score         |
| ---- | ------------------- | ---------------- | ------------------------------------ | ------------- |
| 1975 | Roland Garros       | Chris Evert      | Julie Anthony Olga Morozova          | 6-3, 6-2      |
| 1976 | Wimbledon           | Chris Evert      | Billie Jean King Betty Stöve         | 6-1, 3-6, 7-5 |
| 1977 | US Open             | Betty Stöve      | Renée Richards Betty-Ann Stuart      | 6-1, 7-6      |
| 1978 | US Open (2)         | Billie Jean King | Kerry Reid Wendy Turnbull            | 7-6, 6-4      |
| 1979 | Wimbledon (2)       | Billie Jean King | Betty Stöve Wendy Turnbull           | 5-7, 6-3, 6-2 |
| 1980 | US Open (3)         | Billie Jean King | Pam Shriver Betty Stöve              | 7-6, 7-5      |
| 1980 | Australian Open     | Betsy Nagelsen   | Ann Kiyomura Candy Reynolds          | 6-4, 6-4      |
| 1981 | Wimbledon (3)       | Pam Shriver      | Kathy Jordan Anne Smith              | 6-3, 7-6      |
| 1982 | Roland Garros (2)   | Anne Smith       | Rosie Casals Wendy Turnbull          | 6-3, 6-4      |
| 1982 | Wimbledon (4)       | Pam Shriver      | Kathy Jordan Anne Smith              | 7-5, 6-1      |
| 1982 | Australian Open (2) | Pam Shriver      | Claudia Kohde-Kilsch Eva Pfaff       | 6-4, 6-2      |
| 1983 | Wimbledon (5)       | Pam Shriver      | Rosemary Casals Wendy Turnbull       | 6-2, 6-2      |
| 1983 | US Open (4)         | Pam Shriver      | Rosalyn Fairbank Candy Reynolds      | 6-7, 6-1, 6-3 |
| 1983 | Australian Open (3) | Pam Shriver      | Anne Hobbs Wendy Turnbull            | 6-4, 6-7, 6-2 |
| 1984 | Roland Garros (3)   | Pam Shriver      | Claudia Kohde-Kilsch Hana Mandlíková | 5-7, 6-3, 6-2 |
| 1984 | Wimbledon (6)       | Pam Shriver      | Kathy Jordan Anne Smith              | 6-4, 6-3      |
| 1984 | US Open (5)         | Pam Shriver      | Anne Hobbs Wendy Turnbull            | 6-2, 6-4      |
| 1984 | Australian Open (4) | Pam Shriver      | Claudia Kohde-Kilsch Helena Suková   | 6-3, 6-4      |
| 1985 | Roland Garros (4)   | Pam Shriver      | Claudia Kohde-Kilsch Eva Pfaff       | 4-6, 6-2, 6-2 |
| 1985 | Australian Open (5) | Pam Shriver      | Claudia Kohde-Kilsch Helena Suková   | 6-3, 6-4      |
| 1986 | Roland Garros (5)   | Andrea Temesvári | Steffi Graf Gabriela Sabatini        | 6-1, 6-2      |
| 1986 | Wimbledon (7)       | Pam Shriver      | Hana Mandlíková Wendy Turnbull       | 6-1, 6-3      |
| 1986 | US Open (6)         | Pam Shriver      | Hana Mandlíková Wendy Turnbull       | 5-7, 6-3, 6-2 |
| 1987 | Australian Open (6) | Pam Shriver      | Zina Garrison Jackson Lori McNeil    | 6-1, 6-0      |
| 1987 | Roland Garros (6)   | Pam Shriver      | Steffi Graf Gabriela Sabatini        | 6-2, 6-1      |
| 1987 | US Open (7)         | Pam Shriver      | Kathy Jordan Elizabeth Smylie        | 5-7, 6-4, 6-2 |
| 1988 | Australian Open (7) | Pam Shriver      | Chris Evert Wendy Turnbull           | 6-0, 7-5      |
| 1988 | Roland Garros (7)   | Pam Shriver      | Claudia Kohde-Kilsch Helena Suková   | 6-2, 7-5      |
| 1989 | Australian Open (8) | Pam Shriver      | Patty Fendick Jill Hetherington      | 3-6, 6-3, 6-2 |
| 1989 | US Open (8)         | Hana Mandlíková  | Mary Joe Fernandez Pam Shriver       | 5-7, 6-4, 6-4 |
| 1990 | US Open (9)         | Gigi Fernández   | Jana Novotná Helena Suková           | 6-2, 6-4      |

10 grandslamtitels in het gemengd dubbelspel:
- Australian Open (1): 2003
- Roland Garros (2): 1974 en 1985
- US Open (3): 1985, 1978 en 2006
- Wimbledon (4): 1985, 1993, 1995 en 2003

Deze titels leverden haar in 1984 een grand slam in vrouwendubbelspel op (binnen een kalenderjaar) en in 2003 een "boxed set": titels in enkelspel, vrouwendubbelspel en gemengd dubbelspel op alle vier grandslamtoernooien (verspreid over haar loopbaan). Slechts twee andere speelsters completeerden een boxed set: Doris Hart (in 1954) en Margaret Court (in 1964).
Door de WTA werd ze in de loop van haar carrière bekroond met volgende awards:
- 7 maal 'speelster van het jaar'
- 8 maal maakte ze deel uit van het 'vrouwendubbelspelteam van het jaar'

## Resultaten grandslamtoernooien
| Legenda | Legenda                          |
| ------- | -------------------------------- |
| g.t.    | geen toernooi gehouden           |
| l.c.    | lagere categorie                 |
| –       | niet deelgenomen                 |
| G       | uitgeschakeld in de groepsfase   |
| 1R      | uitgeschakeld in de eerste ronde |
| 2R      | uitgeschakeld in de tweede ronde |
| 3R      | uitgeschakeld in de derde ronde  |
| 4R      | uitgeschakeld in de vierde ronde |
| KF      | uitgeschakeld in de kwartfinale  |
| HF      | uitgeschakeld in de halve finale |
| F       | de finale verloren               |
| W       | het toernooi gewonnen            |
| w-v     | winst/verlies-balans             |

### Enkelspel
| Toernooi        | 1973 | 1974 | 1975 | 1976 | 1977 | 1977 | 1978 | 1979 | 1980 | 1981 | 1982 | 1983 | 1984 | 1985 | 1986 | 1987 | 1988 | 1989 | 1990 | 1991 | 1992 | 1993 | 1994 |    | 2004 |
| --------------- | ---- | ---- | ---- | ---- | ---- | ---- | ---- | ---- | ---- | ---- | ---- | ---- | ---- | ---- | ---- | ---- | ---- | ---- | ---- | ---- | ---- | ---- | ---- | -- | ---- |
| Australian Open | –    | –    | F    | –    | –    | –    | –    | –    | HF   | W    | F    | W    | HF   | W    | g.t. | F    | HF   | KF   | –    | –    | –    | –    | –    | –  |      |
| Roland Garros   | KF   | KF   | F    | –    | –    | –    | –    | –    | –    | KF   | W    | 4R   | W    | F    | F    | F    | 4R   | –    | –    | –    | –    | –    | 1R   | 1R |      |
| Wimbledon       | 3R   | 1R   | KF   | HF   | KF   | KF   | W    | W    | HF   | HF   | W    | W    | W    | W    | W    | W    | F    | F    | W    | KF   | HF   | HF   | F    | 2R |      |
| US Open         | 2R   | 4R   | HF   | 1R   | HF   | HF   | HF   | HF   | 4R   | F    | KF   | W    | W    | F    | W    | W    | KF   | F    | 4R   | F    | 2R   | 4R   | –    | –  |      |

### Vrouwendubbelspel
| Australian Open | –  | –  | 2R | – | – | – | –  | – | W  | F  | W  | W | W | W | g.t. | W  | W  | W  | –  | –  | –  | –  | –  | –  | –  | –  | 3R | 2R | KF | –  |
| Roland Garros   | KF | HF | W  | – | – | – | –  | – | –  | HF | W  | – | W | W | W    | W  | W  | –  | –  | –  | –  | 3R | –  | 3R | 1R | 1R | 3R | HF | 1R | 2R |
| Wimbledon       | 1R | 1R | KF | W | F | F | KF | W | HF | W  | W  | W | W | F | W    | KF | 3R | HF | KF | HF | HF | HF | –  | KF | KF | 2R | KF | HF | HF | KF |
| US Open         | 2R | KF | HF | – | W | W | W  | F | W  | HF | HF | W | W | F | W    | W  | HF | W  | W  | 3R | HF | –  | 2R | 3R | KF | 3R | F  | KF | HF | KF |

### Gemengd dubbelspel
| Australian Open | geen toernooi | geen toernooi | geen toernooi | geen toernooi | geen toernooi | geen toernooi | geen toernooi | geen toernooi | geen toernooi | geen toernooi | HF | F  | – | –  | –  | –  | –  | –  | –  | W  | F  | HF | –  |
| Roland Garros   | –             | W             | –             | –             | –             | –             | –             | –             | W             | KF            | KF | HF | – | 3R | –  | –  | 2R | 2R | –  | 2R | 2R | F  | HF |
| Wimbledon       | KF            | 3R            | HF            | 2R            | HF            | –             | –             | KF            | W             | F             | –  | KF | W | –  | W  | KF | 1R | 2R | 2R | W  | 3R | KF | 3R |
| US Open         | –             | 2R            | –             | –             | –             | –             | HF            | –             | W             | F             | W  | –  | F | –  | KF | –  | 2R | 1R | 2R | –  | HF | KF | W  |